# Guaratinguetá (gemeente)
Guaratinguetá is een gemeente in de Braziliaanse deelstaat São Paulo. De gemeente telt 118.044 inwoners (schatting 2022).

## Hydrografie
De plaats ligt aan de rivier de Paraíba do Sul.

## Verkeer en vervoer
De plaats ligt aan de wegen BR-116, BR-459, BR-488, SP-060, SP-062 en SP-171.

## Geboren
- Francisco de Paula Rodrigues Alves (1848-1919), president van Brazilië (1902-1906)
- Fabiana Diniz (1981), handbalster